# Inotai szélerőmű
Az inotai szélerőmű a 2000-ben épült első magyarországi szélerőmű. Ez az Inota közelében felépített 250 kW teljesítményű szélturbina (a kulcsi szélerőmű 600 kW-os) környezetbarát módon termel elektromos áramot. (A kulcsi berendezéssel az első évben előállított villamos energia 1230 MWh volt.)
Inota a Bakony délkeleti részén fekszik. Az inotai szélerőmű 50 millió forintos támogatással valósult meg. A beruházás költsége 100 millió forint volt, melyből 20 millió forintot az Energiatakarékossági Kormányprogram keretében a Gazdasági Minisztérium által meghirdetett pályázaton nyert el a társaság. A projekt megvalósítása mindössze két hónapot vett igénybe. A világszerte jól bevált, régóta gyártott N 29/250 típusú szélturbina teljesen automatikus üzemű, számítógép által vezérelt. A gép háromlapátos rotorjának átmérője 30 méter, a csővázszerkezetű torony magassága szintén. Az indító szélsebesség 3 m/s, a legnagyobb üzemi szélsebesség 25 m/s, amelynél a gép automatikusan leáll.
A létesítmény Inota történelmi településközpontja és Készenléti lakótelep nevű, különálló településrésze között majdnem pontosan félúton helyezkedik el, s a két településrészt összekötő – a Polyán utca folytatásaként húzódó – murvázott úton érhető el.